# Fontenille-Saint-Martin-d'Entraigues
Fontenille-Saint-Martin-d'Entraigues est une commune du centre-ouest de la France située dans le département des Deux-Sèvres en région Nouvelle-Aquitaine.

## Géographie
La commune est située en région Nouvelle-Aquitaine, au sud du département des Deux-Sèvres et dans le Pays Mellois. Depuis la réforme des départements de 2015, la commune fait partie du canton de Melle. Niort, la préfecture du département est à 36 km et Chef-Boutonne, l'ancien chef-lieu de canton à 5 km. Traversée par la Boutonne, la commune est formée de plusieurs villages : Fontenille, Saint-Martin-d'Entraigues, Couturette et Rhy. Des circuits de randonnées permettent aux visiteurs de découvrir les paysages du site.

### Climat
Pour des articles plus généraux, voir Climat de la Nouvelle-Aquitaine et Climat des Deux-Sèvres.
Historiquement, la commune est exposée à un climat océanique du nord-ouest.
En 2020, Météo-France publie une typologie des climats de la France métropolitaine dans laquelle la commune est exposée à un climat océanique et est dans la région climatique  Poitou-Charentes, caractérisée par un bon ensoleillement, particulièrement en été et des vents modérés.
Pour la période 1971-2000, la température annuelle moyenne est de 12,1 °C, avec une amplitude thermique annuelle de 14,7 °C. Le cumul annuel moyen de précipitations est de 843 mm, avec 12,9 jours de précipitations en janvier et 6,9 jours en juillet. Pour la période 1991-2020, la température moyenne annuelle observée sur la station météorologique la plus proche, située sur la commune de Valdelaume à 10 km à vol d'oiseau, est de 12,8 °C et le cumul annuel moyen de précipitations est de 854,2 mm,. Pour l'avenir, les paramètres climatiques de la commune estimés pour 2050 selon différents scénarios d’émission de gaz à effet de serre sont consultables sur un site dédié publié par Météo-France en novembre 2022.

## Urbanisme

### Typologie
Au 1er janvier 2024, Fontenille-Saint-Martin-d'Entraigues est catégorisée commune rurale à habitat dispersé, selon la nouvelle grille communale de densité à sept niveaux définie par l'Insee en 2022.
Elle est située hors unité urbaine et hors attraction des villes,.

### Occupation des sols
L'occupation des sols de la commune, telle qu'elle ressort de la base de données européenne d’occupation biophysique des sols Corine Land Cover (CLC), est marquée par l'importance des territoires agricoles (94 % en 2018), une proportion sensiblement équivalente à celle de 1990 (93,9 %). La répartition détaillée en 2018 est la suivante : 
terres arables (71,2 %), zones agricoles hétérogènes (18,5 %), zones urbanisées (6 %), prairies (4,3 %). L'évolution de l’occupation des sols de la commune et de ses infrastructures peut être observée sur les différentes représentations cartographiques du territoire : la carte de Cassini (XVIIIe siècle), la carte d'état-major (1820-1866) et les cartes ou photos aériennes de l'IGN pour la période actuelle (1950 à aujourd'hui).

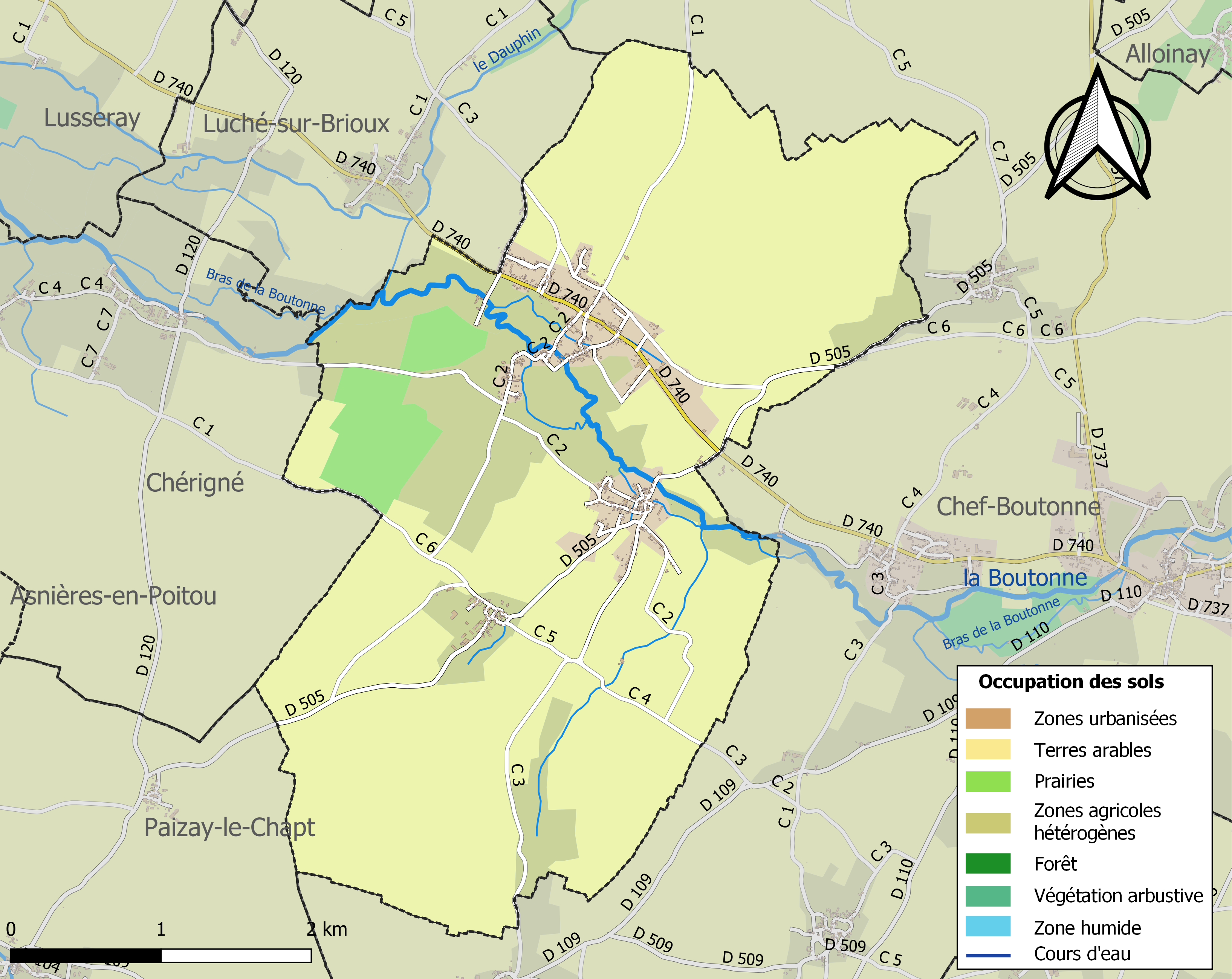
Carte des infrastructures et de l'occupation des sols de la commune en 2018 (CLC).

### Risques majeurs
Le territoire de la commune de Fontenille-Saint-Martin-d'Entraigues est vulnérable à différents aléas naturels : météorologiques (tempête, orage, neige, grand froid, canicule ou sécheresse), inondations, mouvements de terrains et séisme (sismicité modérée). Il est également exposé à un risque technologique, le transport de matières dangereuses. Un site publié par le BRGM permet d'évaluer simplement et rapidement les risques d'un bien localisé soit par son adresse soit par le numéro de sa parcelle.

#### Risques naturels
Certaines parties du territoire communal sont susceptibles d’être affectées par le risque d’inondation par débordement de cours d'eau, notamment la Boutonne. La commune a été reconnue en état de catastrophe naturelle au titre des dommages causés par les inondations et coulées de boue survenues en 1982, 1983, 1993, 1999 et 2010,.

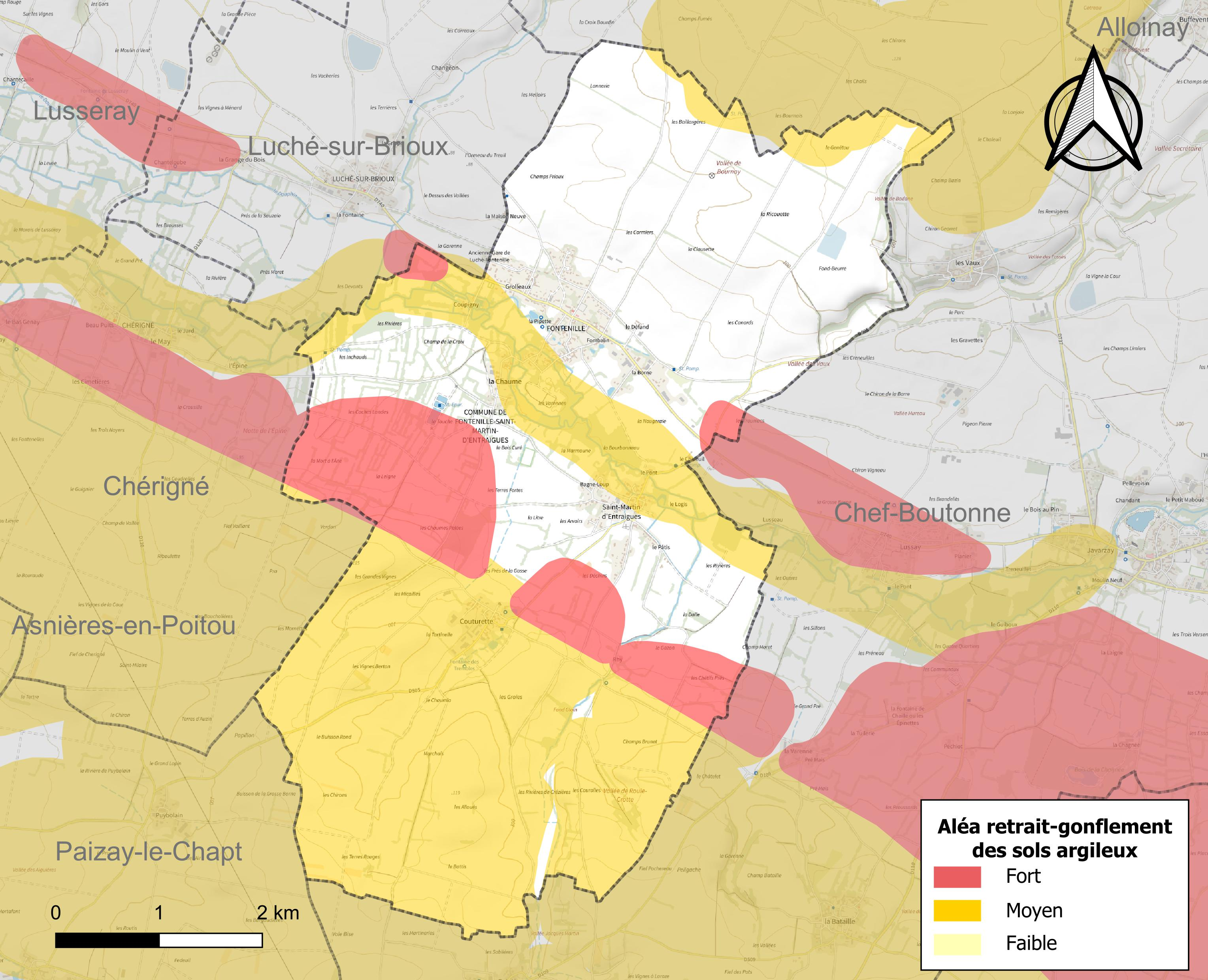
Carte des zones d'aléa retrait-gonflement des sols argileux de Fontenille-Saint-Martin-d'Entraigues.

Les mouvements de terrains susceptibles de se produire sur la commune sont des tassements différentiels. Le retrait-gonflement des sols argileux est susceptible d'engendrer des dommages importants aux bâtiments en cas d’alternance de périodes de sécheresse et de pluie. 56,6 % de la superficie communale est en aléa moyen ou fort (54,9 % au niveau départemental et 48,5 % au niveau national). Depuis le 1er octobre 2020, en application de la loi ELAN, différentes contraintes s'imposent aux vendeurs, maîtres d'ouvrages ou constructeurs de biens situés dans une zone classée en aléa moyen ou fort,.
La commune a été reconnue en état de catastrophe naturelle au titre des dommages causés par des mouvements de terrain en 1999 et 2010.

## Histoire
Le village de Fontenille doit son nom aux petites fontaines situées aux environs du bourg. Il dépendait de la sénéchaussée de Civray et de l'élection de Saint-Maixent. Il relevait de Parsay du point de vue féodal et de la châtellenie de Tillou pour la justice. Deux familles nobles habitèrent la paroisse. On y trouvait également un bourgeois, un notaire, un sergent, un greffier, trois meuniers, treize laboureurs, sept artisans, dix-neuf journaliers et vingt domestiques. Au début du XVIIIe siècle, les impôts à Fontenille étaient accablants et les récoltes peu fructueuses. Fontenille comptait 354 habitants en 1821 et 283 en 1968.
Sur l'emplacement d'un ancien site gallo-romain, le village de Saint-Martin-d'Entraigues s'appelle tout d'abord Inter-Aqua vers 1300 et prend son nom en 1648. Il provient d'un hommage à saint Martin et "Entraigues" qui signifie entre les eaux, fait référence à La Boutonne et aux rivières environnantes. La paroisse était rattachée à celle de Loizé. Le château de Saint-Martin-d'Entraigues, en partie reconstruit au XVIe siècle a depuis longtemps disparu. On a découvert à son emplacement en 1855 des carreaux de faïence vernissés datant de la Renaissance, déposés au musée archéologique de Niort. Au début du XVIIIe siècle, Saint-Martin comptait six métairies et deux moulins à eau. En 1804, le terroir produit froment, baillarge, méteil, avoine, chanvre, lin et pommes de terre, mais en petite quantité. Une partie est plantée en vigne. On fait le commerce de froment, de vin, de brebis et de cochons que l'on engraisse avec les pommes de terre. Le commerce n'est pas ce qu'il pourrait être, les communications étant difficiles, les chemins impraticables et la pierre très rare pour les entretenir. Il faut attendre l'année 1946 pour voir une modernisation significative de l'agriculture avec la création d'une coopérative de battage "La Paysanne". Saint-Martin-d'Entraigues comptait 401 habitants en 1821 et 174 en 1975.
Par arrêté préfectoral du 8 décembre 1972 effectif au 1er janvier 1973, la commune de Saint-Martin-d'Entraigues (1001 ha) s'associe à celle de Fontenille (509 ha). À compter de cette année, la commune complète son nom et a donc un maire et un maire délégué.

## Politique et administration
| Période   | Période     | Identité             | Étiquette | Qualité       |
| --------- | ----------- | -------------------- | --------- | ------------- |
| mars 2001 | aujourd'hui | Jean-Claude Largeaud |           | Maire         |
| mars 2014 | aujourd'hui | Gaëtan Delezay       |           | Maire délégué |
| mars 1989 | mars 2014   | Simone Gendreau      | Modem     | Maire délégué |

## Population et société

### Démographie

#### Avant la fusion des communes de 1973
| 1793 | 1800 | 1806 | 1821 | 1831 | 1836 | 1841 | 1846 |
| ---- | ---- | ---- | ---- | ---- | ---- | ---- | ---- |
| 313  | 334  | 354  | 354  | 348  | 381  | 377  | 366  |

| 1851 | 1856 | 1861 | 1866 | 1872 | 1876 | 1881 | 1886 |
| ---- | ---- | ---- | ---- | ---- | ---- | ---- | ---- |
| 367  | 362  | 367  | 372  | 355  | 354  | 376  | 355  |

| 1891 | 1896 | 1901 | 1906 | 1911 | 1921 | 1926 | 1931 |
| ---- | ---- | ---- | ---- | ---- | ---- | ---- | ---- |
| 334  | 325  | 300  | 290  | 295  | 291  | 266  | 284  |

| 1936 | 1946 | 1954 | 1962 | 1968 | - | - | - |
| ---- | ---- | ---- | ---- | ---- | - | - | - |
| 284  | 279  | 296  | 272  | 283  | - | - | - |

| 1793 | 1800 | 1806 | 1821 | 1831 | 1836 | 1841 | 1846 |
| ---- | ---- | ---- | ---- | ---- | ---- | ---- | ---- |
| 326  | 346  | 372  | 401  | 396  | 405  | 407  | 396  |

| 1851 | 1856 | 1861 | 1866 | 1872 | 1876 | 1881 | 1886 |
| ---- | ---- | ---- | ---- | ---- | ---- | ---- | ---- |
| 386  | 354  | 332  | 360  | 333  | 345  | 325  | 329  |

| 1891 | 1896 | 1901 | 1906 | 1911 | 1921 | 1926 | 1931 |
| ---- | ---- | ---- | ---- | ---- | ---- | ---- | ---- |
| 287  | 277  | 286  | 282  | 270  | 246  | 257  | 218  |

| 1936 | 1946 | 1954 | 1962 | 1968 | - | - | - |
| ---- | ---- | ---- | ---- | ---- | - | - | - |
| 191  | 214  | 210  | 213  | 189  | - | - | - |

#### Après la fusion des communes
À partir du XXIe siècle, les recensements réels des communes de moins de 10 000 habitants ont lieu tous les cinq ans. Pour Fontenille-Saint-Martin-d'Entraigues, cela correspond à 2006, 2011, 2016, etc. Les autres dates de « recensements » (2009, etc.) sont des estimations légales.
| 1975 | 1982 | 1990 | 1999 | 2006 | 2011 | 2016 | 2021 | 2022 |
| ---- | ---- | ---- | ---- | ---- | ---- | ---- | ---- | ---- |
| 509  | 532  | 588  | 547  | 569  | 597  | 553  | 534  | 534  |

### Vie locale

#### Associations
Associations de la commune :
- Le Club Inter-Ages Association des fêtes
- La Fontraiguette Association des fêtes
- L'A.C.C.A. La Diane de Fontenille Association de chasse de Fontenille
- L'A.C.C.A. de Saint Martin d'Entraigues Association de chasse de Saint-Martin-d'Entraigues

De 1943 à 1956 de nombreux théâtres ont eu lieu dans la commune dans des salles pas comme les autres puisque c'était dans des granges, des écuries ou sous des hangars que se déroulaient ces manifestations :
- 1943 : "L'avare" dans l'écurie Chassin
- 1946 : "La cagnotte" sous le hangar Proust
- 1950 : "Le soc brisé" sous le hangar Aymé
- 1956 : Théâtre sous le hangar Mercier

## Économie
La commune est le siège de 24 entreprises, représentant un total de 15 corps de métiers et faisant vivre plus de 130 personnes. Avec 6 entreprises agricoles, 1 commerce, 5 établissements industriels et 9 artisans, l'activité économique est très satisfaisante pour cette petite commune.

### Agriculture
L'agriculture est la principale activité économique de la commune.
En 2006 la commune comptait au total les 6 entreprises agricoles cultivant 850 hectares, produisant 600 000 litres de lait de chèvre et 600 000 litres de lait de vache par an.
En septembre 2006, la commune a organisé le comice agricole (fête de l'agriculture qui se déroule chaque année dans une des communes qui composent le Pays Mellois).

## Culture locale et patrimoine

### Lieux et monuments
L'église de Saint-Martin-d'Entraigues : construite au XIIe siècle, aux dimensions surprenantes pour ce petit village, l’église romane dédiée à saint Martin a été détruite puis reconstruite au XVe siècle. Un incendie amène à remanier l’église aux XVIIe siècle et XVIIIe siècle. De l’édifice, malgré d’évidentes diminutions, se dégage une forte impression d’espace qui surprend le visiteur et interroge sur son volume initial. Il ne subsiste aujourd’hui que trois travées (dont une sert de cœur) où domine l’architecture gothique rare dans les églises du Mellois. De 2002 à 2004, l’église a connu une première campagne de restauration (toiture, beurrage des murs, enlèvement du faux plafond, restitution des arcades, éclairage intérieur) qui lui ont permis de continuer à accueillir le culte et les manifestations culturelles dans de bonnes conditions. Les siècles ayant apporté chacun leur marque, l’idée d’une création contemporaine a été retenue pour la création des vitraux afin que l’époque actuelle s’inscrive à son tour dans ce lieu. La pose des vitraux s'est achevée en 2009. Enfin début 2010, des travaux de voirie sur l'axe principal de la commune et notamment autour de l'église ont accru la valorisation de cet édifice.

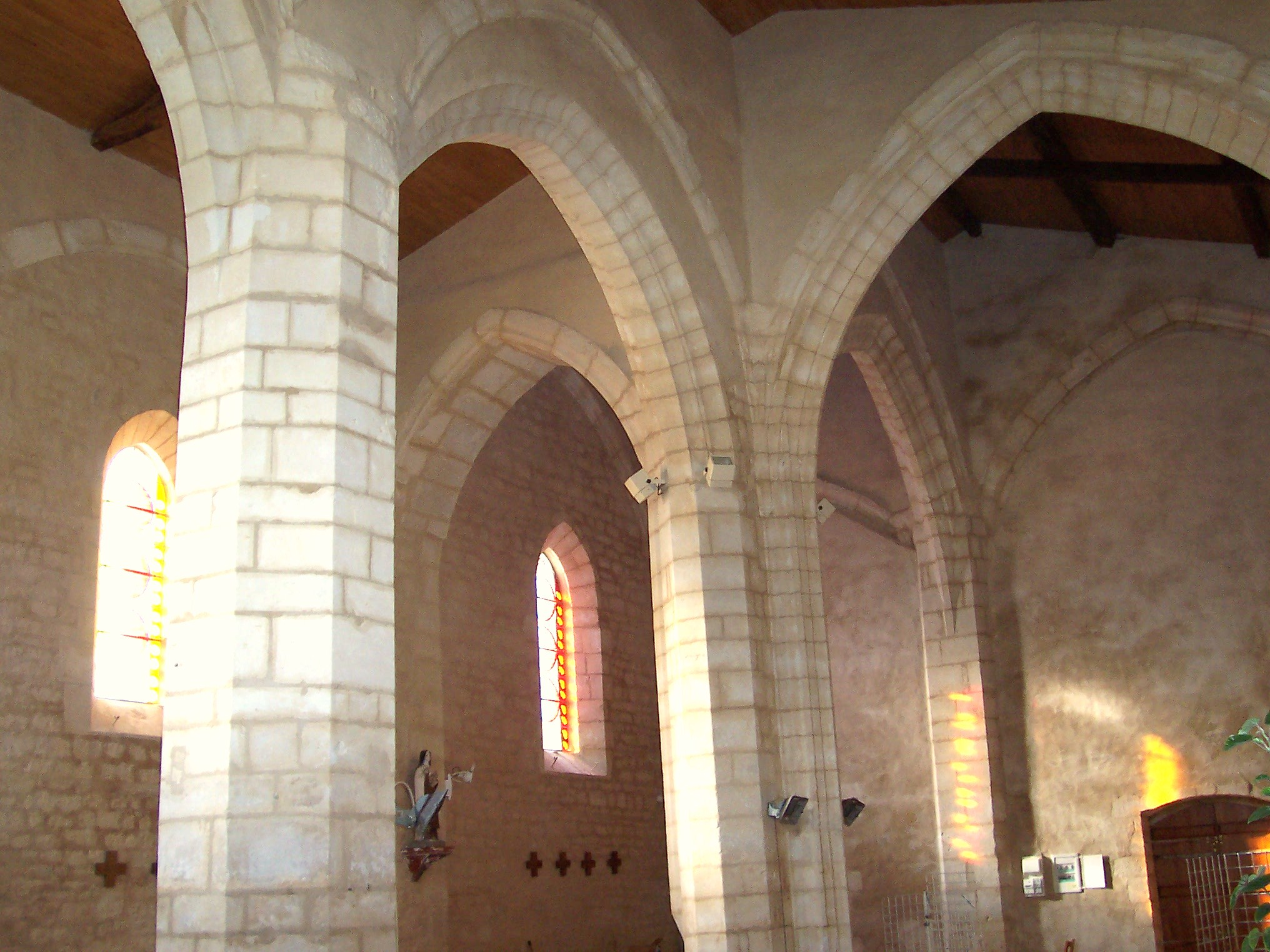

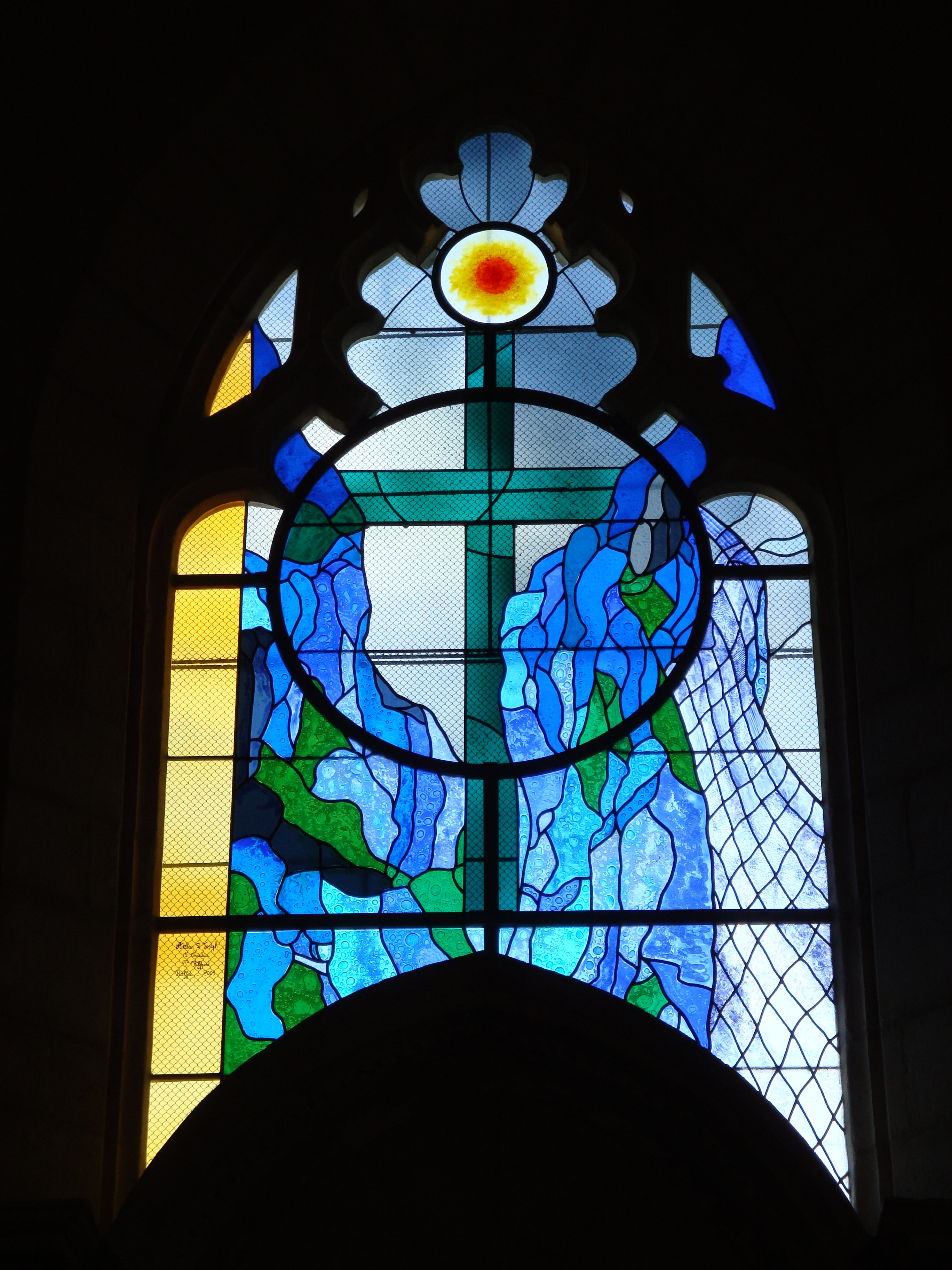

- L'église Saint-Médard de Fontenille date de 1870, en remplacement de l'ancienne et vaste église de Saint-Médard, vendue comme bien national sous la Révolution et à demi-démolie en 1818. En 2004, la municipalité décide d'installer une horloge et d'éclairer l'intérieur du clocher.

- Le lavoir couvert de Couturette

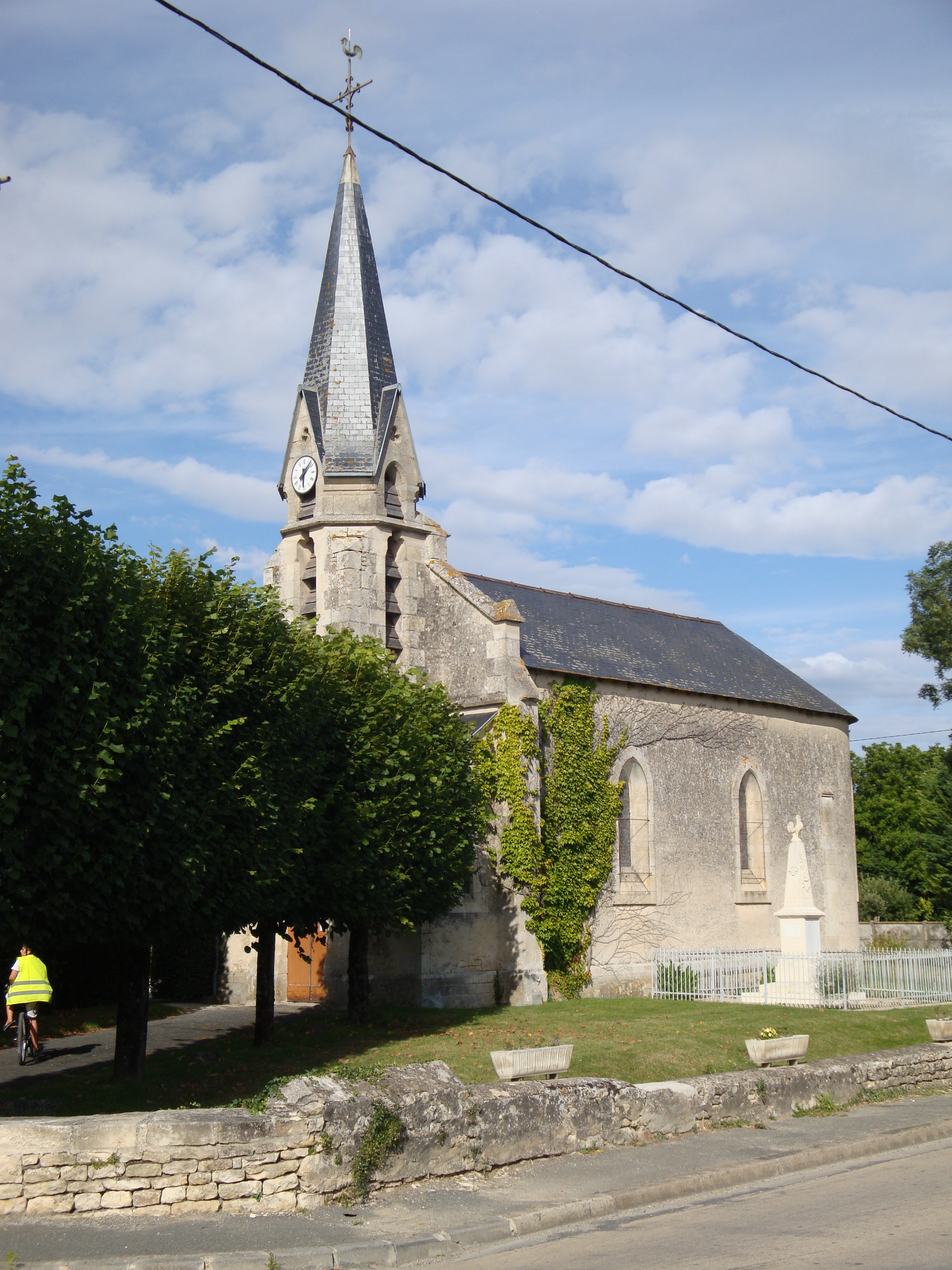

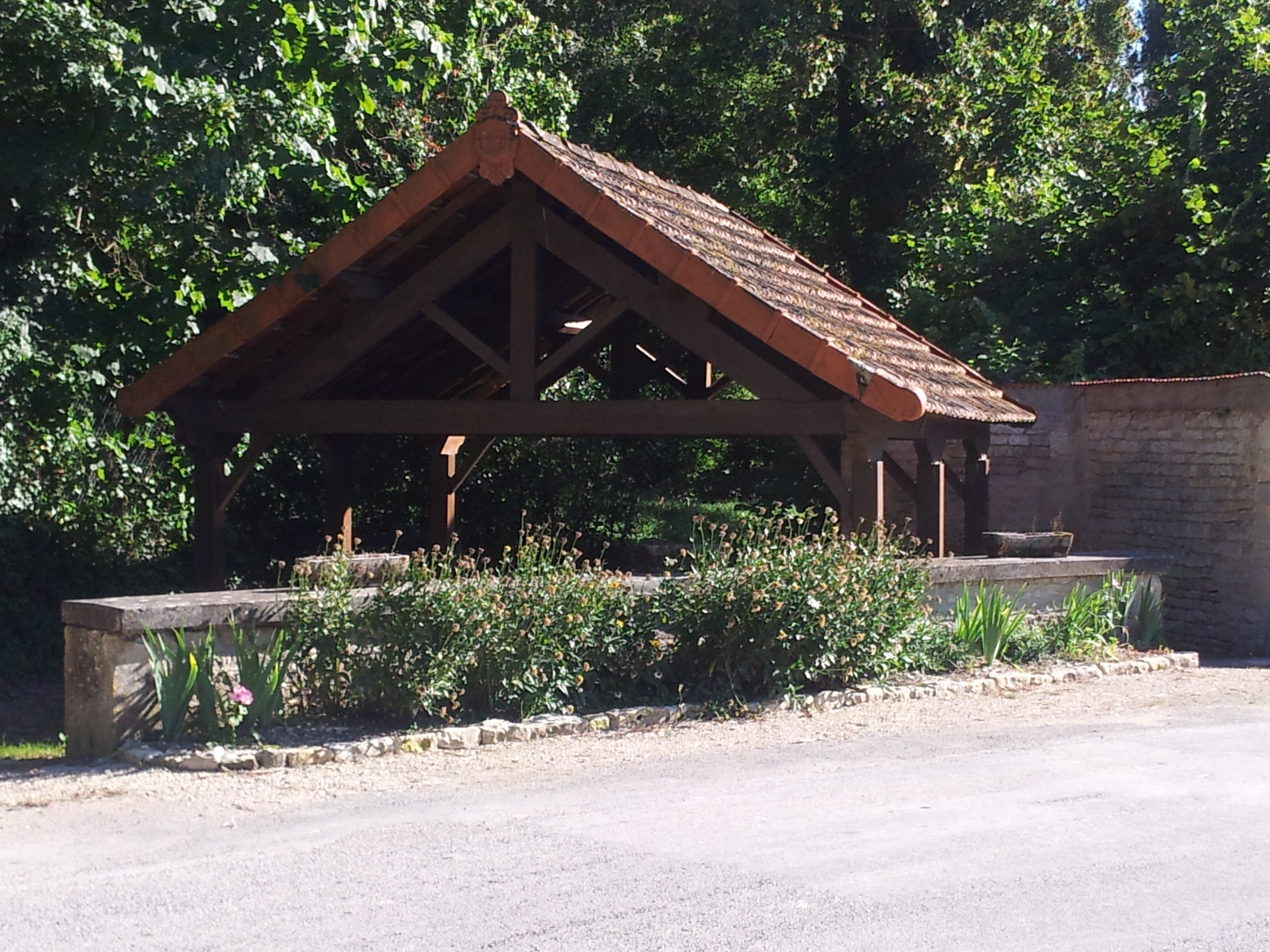

- Le château de Couturette (XIe siècle), siège d'une seigneurie, est une vieille gentilhommière flanquée de deux tours d'angle et jadis entourée de douves.
- La fontaine de Rhy
- La fontaine des Trembles
- Les déversoirs dans le lit du Rhy servaient autrefois à inonder les champs afin de cultiver le chanvre.
- Le bois de pin et la mare des Chaumes pelées est un site en réserve qui héberge une faune diversifiée et plusieurs espèces d'orchidées.
- La mare des Chétifs prés abrite une faune très variée et parfois rare.
- Les prés de Fontenille forment un écosystème propice à de nombreuses espèces d'orchidées et de papillons.

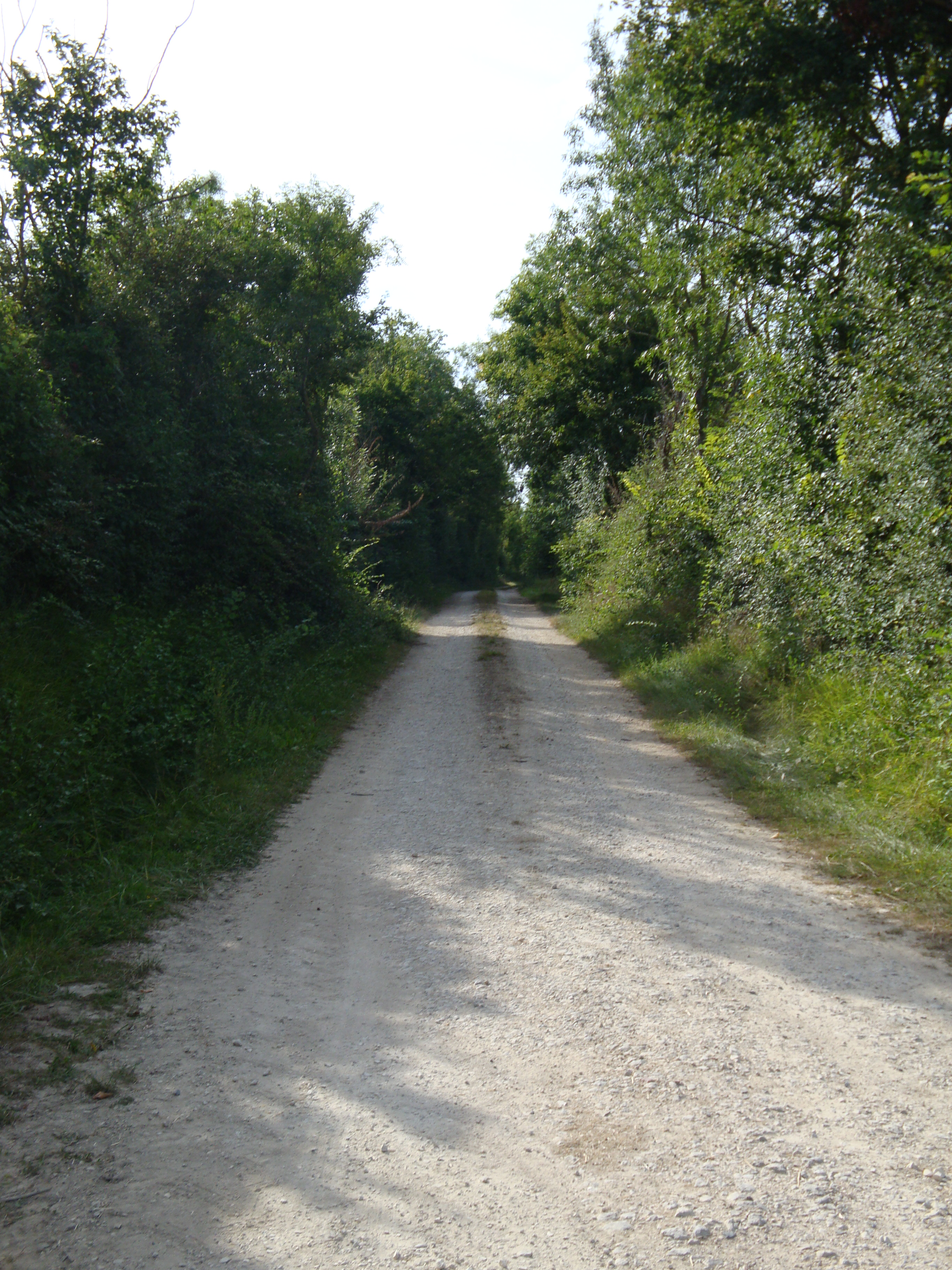

### Personnalités liées à la commune

#### Jaen Daguzay
Capitaine d'artillerie, il est né à Saint-Martin-d'Entraigues en 1808. Il est le fils de François Daguzay et de Marie Vernoux, tous les deux agriculteurs. Il partit faire la guerre de Crimée de 1854 à 1856. Ce conflit opposa la France, la Grande Bretagne, l'empire Ottoman et le Piémont à la Russie. Cette mission lui vaudra plusieurs décorations : 
- 10/12/1851 - Chevalier de la légion d'honneur en tant que Capitaine d'artillerie
- 20/11/1854 - Chevalier de l'ordre de Saint Grégoire le Grand
- 26/08/1856 - Médaille de la reine d'Angleterre du siège de Sébastopol
- 10/02/1857 - Chevalier de l'ordre du 5ème classe de l'ordre du Médjidié de Turquie

À son retour, vivant de ses rentes, le capitaine qui resta célibataire, construisit vers 1860 à Saint-Martin-d'Entraigues une grande maison (rue du Pâtis), aujourd'hui partagée en deux, dont le premier héritier fut François Vesques.
Maire de la commune pendant 29 ans de 1861 jusqu'à sa mort en 1890, il a fait bâtir les premiers ponts sur la Boutonne que l'on traversait auparavant à gué.
Enfin, il a instauré à Saint-Martin-d'Entraigues en 1889, un banquet gratuit le 14 juillet pour les habitants de la commune à l'occasion du centenaire de la prise de la Bastille.